# Полі
Полі (італ. Poli) — муніципалітет в Італії, у регіоні Лаціо,  метрополійне місто Рим-Столиця.
Полі розташоване на відстані близько 34 км на схід від Рима.
Населення — 2398 осіб (2014).
Щорічний фестиваль відбувається 20 вересня. Покровитель — Sant'Eustachio.

## Демографія
Населення за роками:

Станом на 1 січня 2023 року в муніципалітеті офіційно проживало 219 іноземців з 20 країн, серед них 167 громадян країн Євросоюзу та 6 громадян України.

## Сусідні муніципалітети
- Капраніка-Пренестіна
- Казапе
- Кастель-Сан-П'єтро-Романо
- Рим
- Сан-Грегоріо-да-Сассола